# Умлаут (фонетика)

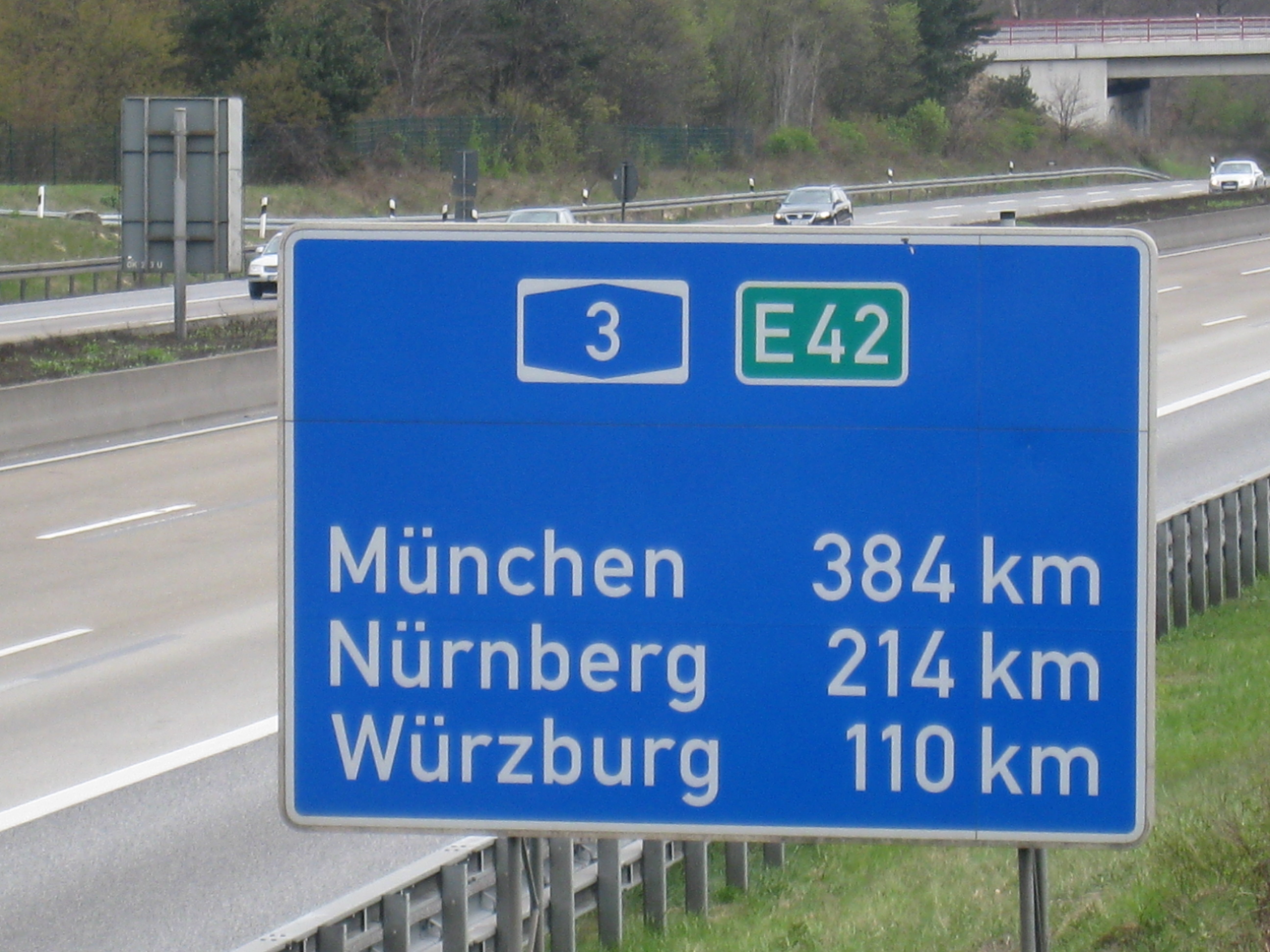

Умла́ут, умля́ут (нім. Umlaut) — фонетичне явище в деяких германських та кельтських мовах. За написанням схожий на дієрезис, але має інше значення.

## Умлаут у стародавніх мовах

### Удавньоанглійській
У давньоанглійській мові переголосування під впливом наступних [i] та [j] призвело до таких змін:
[u] → [y] (*fuljan → fyllan «наповнити»): [u:] → [y:] (*ontunjan → ontynan «відкривати»; порівн. tun «города»): [o] → [œ] → [e] (*dohtri → dœhter → dehter «дочка»): [o:] → [œ:] → [e:] (*foti → fœt → fēt «ноги»; порівн.: fōt «нога»): [a] → [e] (*taljan → tellan «розповісти» ; порівн. talu «оповідання»): [a:] → [æ:] (*hāljan → hǣlan «лікувати» ; hāl «здоровий»)

### Удавньоверхньонімецькій
На ранньому етапі історії давньоверхньонімецької мови умлаут був комбінаторною фонетичною зміною.
gast «гість» → gesti «гості»
lamb «ягня» → lembir «ягнята»
faran «їхати» → feris «їдеш»
kraft «сила» → kreftîg «сильний»